# Fényeshátú rigó
A fényeshátú rigó (Turdus serranus) a madarak osztályának verébalakúak (Passeriformes) rendjébe és a rigófélék (Turdidae) családjába tartozó faj.

## Rendszerezése
A fajt Johann Jakob von Tschudi svájci ornitológus írta le 1824-ben.

## Alfajai
- Turdus serranus cumanensis (Hellmayr, 1919) - északkelet-Venezuela
- Turdus serranus atrosericeus (Lafresnaye, 1848) - északkelet-Kolumbia és észak-Venezuela
- Turdus serranus fuscobrunneus (Chapman, 1912) - közép- és dél-Kolumbia és Ecuador
- Turdus serranus serranus (Tschudi, 1844) - Peru, nyugat-Bolívia és északnyugat-Argentína [2]

## Előfordulása
Az Andok hegységben, Argentína, Bolívia, Ecuador, Kolumbia, Ecuador, Peru és Venezuela területén honos. Természetes élőhelyei a szubtrópusi vagy trópusi síkvidéki esőerdők, valamint másodlagos erdők és vidéki kertek. Vonuló faj.

## Megjelenése
Átlagos testhossza 25 centiméter, testtömege 70-90 gramm.

## Természetvédelmi helyzete
Az elterjedési területe nagyon nagy, egyedszáma viszont csökken, de még nem éri el a kritikus szintet. A Természetvédelmi Világszövetség Vörös listáján nem fenyegetett fajként szerepel.